# Esanatoglia
Esanatoglia est une commune italienne de la province de Macerata dans la région des Marches.

## Géographie
la commune d’Esanatoglia se trouve dans la vallée située entre le Mont Gemmo et le Mont Corsegno, dans l’arrière-pays des Marches, entouré par les communes de Matelica, de Fiuminata et de Fabriano, à environ 450 m d’altitude. 
Sur son territoire naît le fleuve Esino, précisément du Monte Cafaggio.
Entre le centre-ville et les sources de la rivière Esino se trouve le Parc des Veines, importante destination touristique.

## Histoire
Selon la légende, Esus, le dieu celte de la guerre, serait à l’origine du nom de la rivière Esino, sur les rives de laquelle il est censé habiter une communauté qui à l’époque romaine était appelée Aesa.
Des preuves d’activités humaines remontant à la période paléolithique ont été découvertes en surface dans la localité de Monte Sant’Angelo, au Néolithique dans la localité de Piani di Calisti et à l’Eneolitico dans la localité de Crocifisso-Case Popolari.
Le toponyme actuel, Esanatoglia, est né en 1862 de la combinaison de l’Aesa et de l’Anatolie, en remplacement du nom de Santa Anatolia (martyr du IIIe siècle après J.-C.), par lequel il était appelé le Castrum Médiéval.
Le premier document connu concernant sainte Anatolie remonte à 1015, à propos de la fondation du monastère de Sant’Angelo infra hostia par le comte Atto et son épouse Berta. Le monastère devint bientôt le plus important établissement religieux de la région.
La ville fut gouvernée par la famille des Malcavalca jusqu’en 1211, année où les Ottons de Matelica se succédèrent. Trois ans plus tard, et pendant trois siècles, la puissante famille de Varano di Camerino gouverna la ville.
Sous les Varano, la ville de Santa Anatolia conserve une certaine autonomie : la première collection de normes statutaires date de 1324. La citadelle resta immunisée contre les guerres et les pillages pendant longtemps ; ce n’est qu’en 1443 qu’elle fut conquise par Francesco Ier Sforza, aidé par les habitants de Matelica : le monastère de Sant’Angelo - avec sa prestigieuse bibliothèque - ne fut pas sauvé de la dévastation.
En 1502, le Castrum entre dans les États pontificaux.

## Démographie
La commune comptait 2147 habitants en 2011

## Administration
Luigi Nazzareno Bartocci est Maire Centre Droit de la Commune

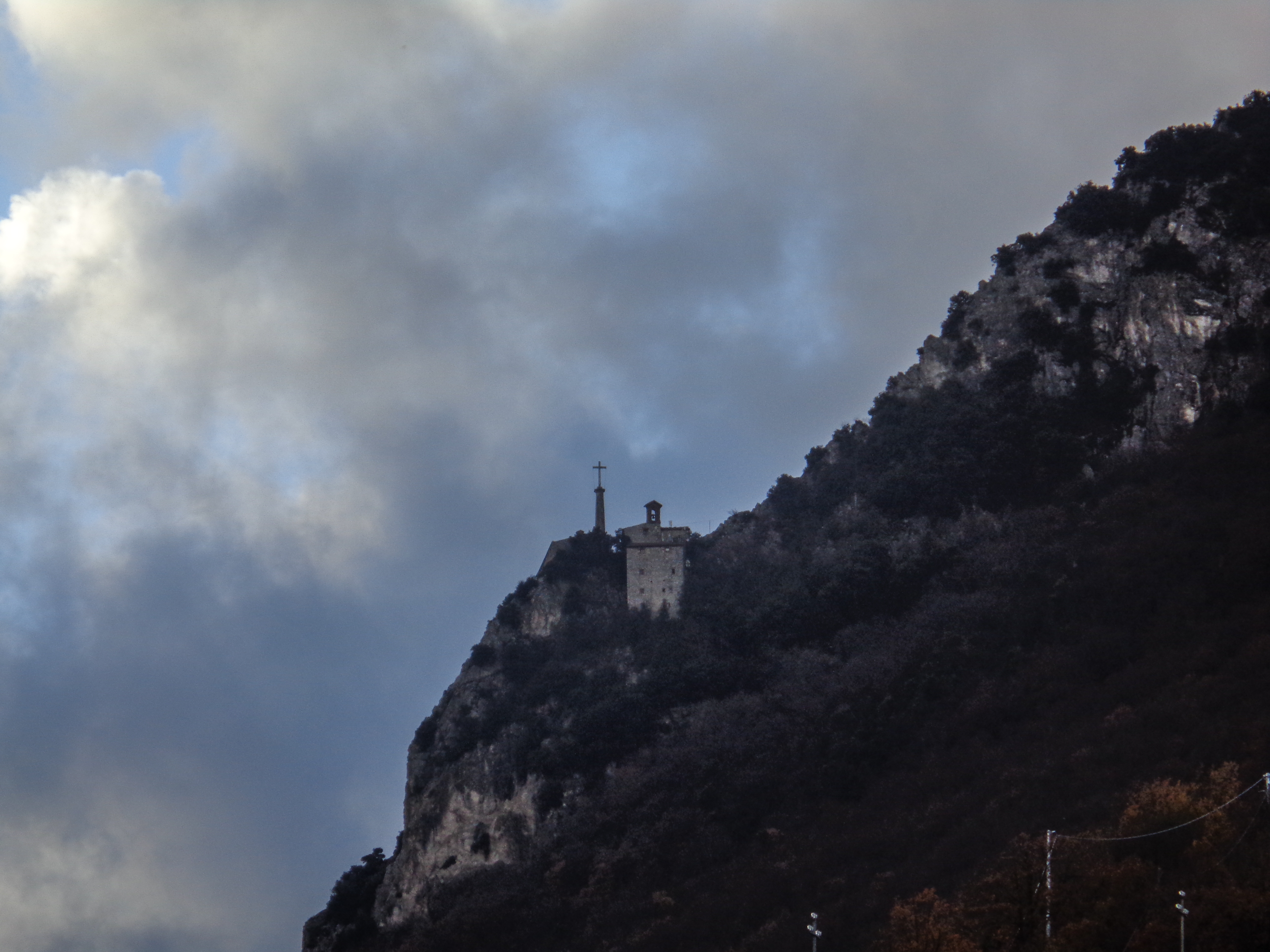
Ermitage de San Cataldo d'Esanatoglia
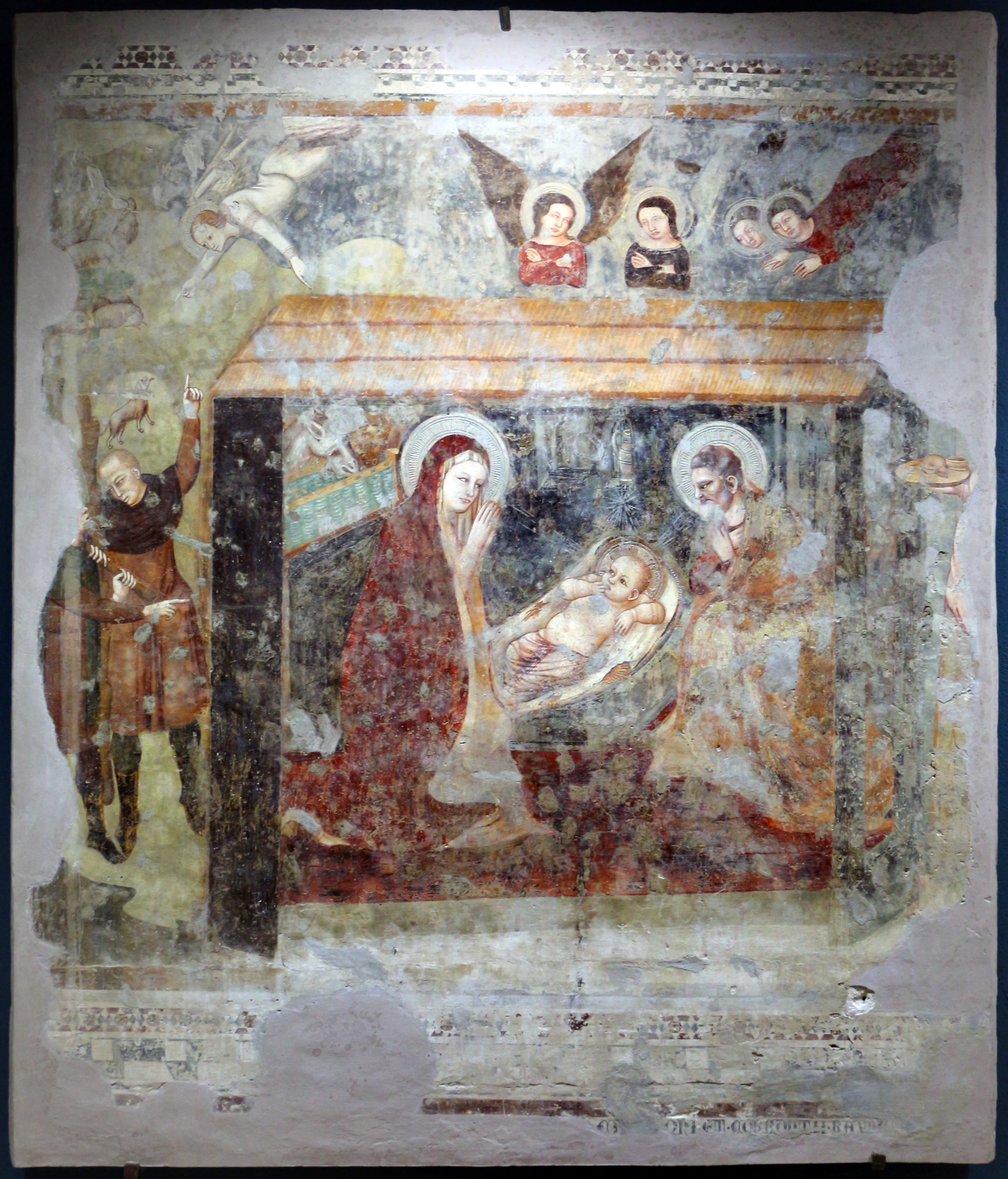
Nativité avec pasteurs, Diotallevi di Angeluccio da Esanatoglia, 1350
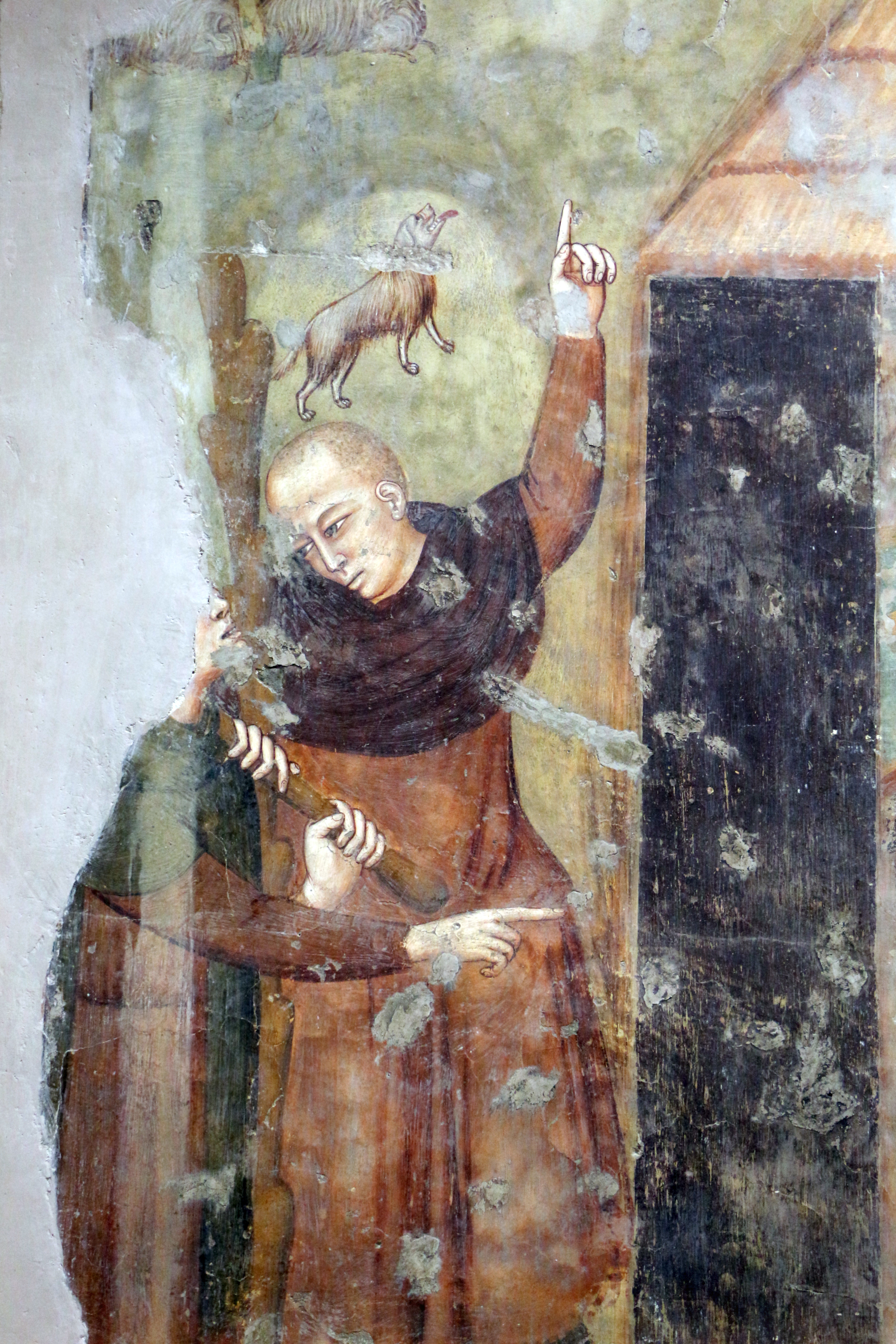
détail de la Nativité de Diotallevi

### Communes limitrophes
Fabriano, Fiuminata, Matelica